# Chellie Pingree
Pour les articles homonymes, voir Pingree.
Chellie Pingree, née le 2 avril 1955 à Minneapolis (Minnesota), est une femme politique américaine, membre du Parti démocrate et élue du Maine à la Chambre des représentants des États-Unis depuis 2009.

## Biographie

### Carrière politique locale
Chellie Pingree est originaire de Minneapolis et déménage dans le Maine lorsqu'elle est adolescente.
De 1981 à 1987, elle est membre du conseil des assesseurs de North Haven. Elle siège parallèlement au comité de l'urbanisme de la ville entre 1981 et 1991. Elle rejoint ensuite le conseil des écoles du 7e district du Maine de 1990 à 1993.
En 1992, elle est élue au Sénat du Maine, dans un district traditionnellement républicain. Elle dirige la majorité démocrate du Sénat de 1996 à 2000.

### Candidatures au Congrès
Lors des élections de 2002, elle se présente au Sénat des États-Unis face à la sénatrice républicaine Susan Collins. Elle ne rencontre pas d'opposition lors de la primaire démocrate. Pendant la campagne, elle dénonce la politique du président  George W. Bush. Collins, modérée, est donnée largement gagnante par les sondages. Pingree est battue par Collins, rassemblant 41,6 % des voix contre 58,4 % pour la sénatrice.
Elle est candidate à la Chambre des représentants des États-Unis en 2008. Elle se présente dans le 1er district du Maine, autour de Portland. Le district est favorable aux démocrates. Elle remporte la primaire démocrate, récoltant 44 % des voix devant cinq adversaires. Elle est élue avec 54,9 % des suffrages face au républicain Charlie Summers. Elle est réélue avec 56,8 % des voix en 2010.
En 2012, elle est pressentie pour se présenter à l'élection sénatoriale du Maine pour succéder à la républicaine Olympia Snowe. Elle choisit cependant de se représenter à la Chambre des représentants,. Elle est réélue représentante avec 64,8 % des voix en 2012, 60,4 % en 2014 et 58 % en 2016.
À l'automne 2017, elle évoque une candidature au poste de gouverneur du Maine en 2018, avant d'annoncer qu'elle est finalement candidate à sa réélection à la Chambre. Elle est réélue avec 58,8 % des suffrages, devançant son adversaire républicain de 2016 Mark Holbrook et l'ancien représentant démocrate devenu indépendant Marty Grohman, qui espérait bénéficier de l'instauration du vote alternatif dans le Maine. Elle est de nouveau réélue en 2020 et 2022 avec 62 % des voix à chaque fois, puis en 2024 avec 58 %. 

## Historique électoral

### Sénat
| Année | Chellie Pingree | Républicain |
| ----- | --------------- | ----------- |
| Année |                 |             |
| 2002  | 41,6 %          | 58,4 %      |

### Chambre des représentants
| Année | Chellie Pingree | Républicain | Indépendant |
| ----- | --------------- | ----------- | ----------- |
| Année |                 |             |             |
| 2008  | 54,9 %          | 43,2 %      | —           |
| 2010  | 56,8 %          | 43,2 %      | —           |
| 2012  | 60,0 %          | 40,0 %      | —           |
| 2014  | 62,1 %          | 33,7 %      | 8,5 %       |
| 2016  | 58,0 %          | 41,9 %      | —           |
| 2018  | 58,8 %          | 32,5 %      | 8,7 %       |
| 2020  | 62,2 %          | 37,8 %      | —           |
| 2022  | 62,9 %          | 37 %        | —           |
| 2024  | 58,7 %          | 36,3 %      | —           |